# 多氏须唇飞鱼
多氏须唇飞鱼（学名：Cheilopogon doederleinii）也作斗氏异尾须唇飞鱼、细牙燕鳐鱼，是飞鱼科须唇飞鱼属一种，分布于太平洋西部海域。本种之前被视为异尾须唇飞鱼（Cheilopogon heterurus）的一个亚种。